# Комиссия по ирландским танцам
Комиссия по ирландским танцам (ирл. An Coimisiún le Rincí Gaelacha) является одним из подразделений Гэльской лиги, отвечающим за сохранение и развитие в Ирландии традиционной танцевальной культуры. 
В начале XX века, на волне «гэльского возрождения», ряд активистов Лиги формализовали и стандартизировали все наиболее заметные на тот момент ирландские танцы. В 1927-1930 гг. Комиссия была организационно выделена из Лиги в отдельную структуру.
С тех пор регулярно занимается аттестацией преподавателей по ирландским танцам и проведением соревнований по формализованным ею танцам, что в результате позволило создать многочисленную школу мастеров, способных исполнять достаточно сложную танцевальную технику. Эта техника стала весьма популярна по всему миру после постановки в 1994 году танцевального шоу Riverdance.
С организационной точки зрения Комиссия является конкурентом "Всемирной Ассоциации Ирландского Танца".

## Сертификация тренеров и судей
Процедура аттестации преподавателей в Комиссии достаточно строга и включает в себя письменный и практический экзамены. В An Coimisiún выдают следующие виды свидетельств:
- T.M.R.F. (ирл. Scrúdú Teastas Rince Céilí) — дает разрешение преподавать кейли,
- T.C.R.G. (ирл. Teagascoir Coimisiuin le Rincí Gaelacha) — дает разрешение преподавать сольные танцы,
- A.D.C.R.G. (ирл. Ard Diploma Comisiuin le Rincí Gaelacha) — дает разрешение судить на фэшах
- Conditional TCRG — выдается на 5 лет по результатам упрощенного экзамена танцорам, которые желают легально заниматься преподавательской деятельностью и отправлять своих учеников на фэши, но по каким-то причинам не имеют возможность сдать стандартный экзамен T.C.R.G.
- Temporary TCRG — выдается заслуженным профессиональным танцорам, в чьих знаниях и умениях не приходится сомневаться, которые желают заниматься преподавательской деятельностью.

## Подчиненные организации
- Австралийская Ассоциация Ирландского Танца - Australian Association of Irish Dance (AIDA).
- Ассоциация Традиционного Ирландского Танца в Новой Зеландии - Traditional Irish Dancing Association of New Zealand (TIDANZ).
- Ассоциация Зарегистрированных Преподавателей Ирландского Танца с Материковой Европы - Registered Teachers of Mainland Europe (RTME). Все преподаватели RTME сертифицированы через An Coimisiún.
- Ассоциация Преподавателей Ирландского Танца Северной Америки - Irish Dancing Teachers Association of North America (IDTANA) - является официальным подразделением An Coimisiún в США.
- Канадская Ассоциация Преподавателей Ирландского Танца - Irish Dance Teachers Association of Canada (IDTAC) - имеет обособленные подразделения на восточном и западном побережьях Канады.

## Партнерские организации
Конгресс ирландских учителей танца (ирл. Comhdháil Na Múinteoirí Le Rincí Gaelacha) проводит собственные соревнования и экзамены по ирландским танцам. При этом Комиссия и Конгресс принимают сертификаты T.C.R.G. и A.D.C.R.G. выданные друг другом.

## Критика
Комиссия регулярно подвергается критике за то, что поддерживая одни ирландские танцы, Гэльская лига ущемляла в правах другие — которые не считала «достаточно ирландскими».